# 김소희 (요리 연구가)
김소희(1965년 3월 16일 (음력 2월 14일) ~)는 오스트리아에서 활동하는 대한민국의 요리 연구가이다. 오스트리아의 빈에 있는 식당인 킴 코흐트를 운영하였다.

## 생애
대한민국의 부산광역시(이전 부산직할시)에서 태어난 김소희는 패션 디자인 공부를 위해 오스트리아에서 유학하던 중에 요리사로 전향하였고 본인의 이름을 내건 식당인 킴 코흐트(독일어: Kim Kocht)를 개업하였다. 이후 여러 차례의 시행 착오 끝에 요리사로서의 명성을 얻으려고 하였으나, 요리책 저술이나 요리법 연구에 매진했고 남편은 오스트리아 태생의 소믈리에인 빌리발트 발란비크이다. 2012년부터 2013년까지는 대한민국의 방송국인 올'리브의 요리 경연 프로그램이자, 영국의 방송국인 BBC의 요리 경연프로그램인 마스터 셰프의 대한민국판 스핀오프 프로그램인 마스터셰프 코리아의 심사위원을 맡아 활동하고 있다.

## 이력
- 서울푸드페스티벌 초청 글로벌 한식 부문 시연자
- [구]킴 코흐트 대표

## 방송
- 올'리브 마스터셰프 코리아
- 올'리브 홈메이드쿡 by 김소희
- 올'리브 김코흐트의 딜리셔스 코리아
- 올'리브 그레이트 셰프
- 올'리브 원나잇 푸드트립
- MBC 마이 리틀 텔레비전 V2